# 한국주류산업협회
한국주류산업협회(韓國酒類産業協會, Korea Alcohol & Liquor Industry Association ; KALIA)는 주세 보전에 협력하고 상호 복리를 증진하기 위하여 설립된 사단법인이다. 서울특별시 서초구 양재동 에 있다.

## 설립 근거
- 주세법[3]

## 연혁
- 1980년 11일 사단법인 대한주류공업협회 창립. 초대 김학배 회장 선출 (대한주정협회, 대한주류제조협회 통합)
- 1981년 09일 주류공업 창간 (반년간 1000부 발행)
- 1987년 03일 주류공업 반년간에서 계간으로 조정
- 1994년 05일 월간 주류산업뉴스 창간
- 1997년 01일 맥주회사 가입
- 1997년 03일 건전음주문화 정착 및 알코올문제 예방 사업
- 1998년 09일 주류공업을 주류산업으로 명칭 변경
- 2004년 09일 사무실 소재지 변경 (경기도 고양시 소재)
- 2007년 05일 사무실 소재지 변경 (서울특별시 관악구 소재)
- 2009년 06일 한국주류산업협회로 명칭 변경

## 주요 업무
- 주류산업 육성발전 지원
- 원료확보 지원
- 조사연구
- 간행물 발간 및 배포

## 주류 회원사
- 골든블루
- 경주법주
- 금복주
- 대선주조
- 더맥키스컴퍼니
- 디아지오코리아
- 롯데칠성음료
- 무학
- 보해양조
- 오비맥주
- 충북소주
- 페르노리카코리아임페리얼
- 하이트진로
- 한라산

## 주정 회원사
- 롯데칠성음료
- MH에탄올
- 서안주정
- 서영주정
- 일산실업
- 진로발효
- 창해에탄올
- 풍국주정공업
- 하이트진로에탄올
- 한국알콜산업